# Synopsis of Pure Mathematics
Sinopsis of Pure Mathematics (Sinopsis de Matemáticas Puras) es un libro  escrito en 1886 por el matemático británico G. S. Carr, con el propósito de resumir el estado de la mayor parte de las matemáticas básicas conocidas en ese momento. 
El libro es notable porque fue una importante fuente de información para el  legendario matemático autodidacta Srinivasa Ramanujan, a quien un amigo le prestó una copia de un ejemplar obtenido en una biblioteca en 1903. Según se sabe, Ramanujan estudió en detalle el contenido del libro, que es generalmente reconocido como un elemento clave para despertar el genio del matemático indio.